# British Empire Exhibition

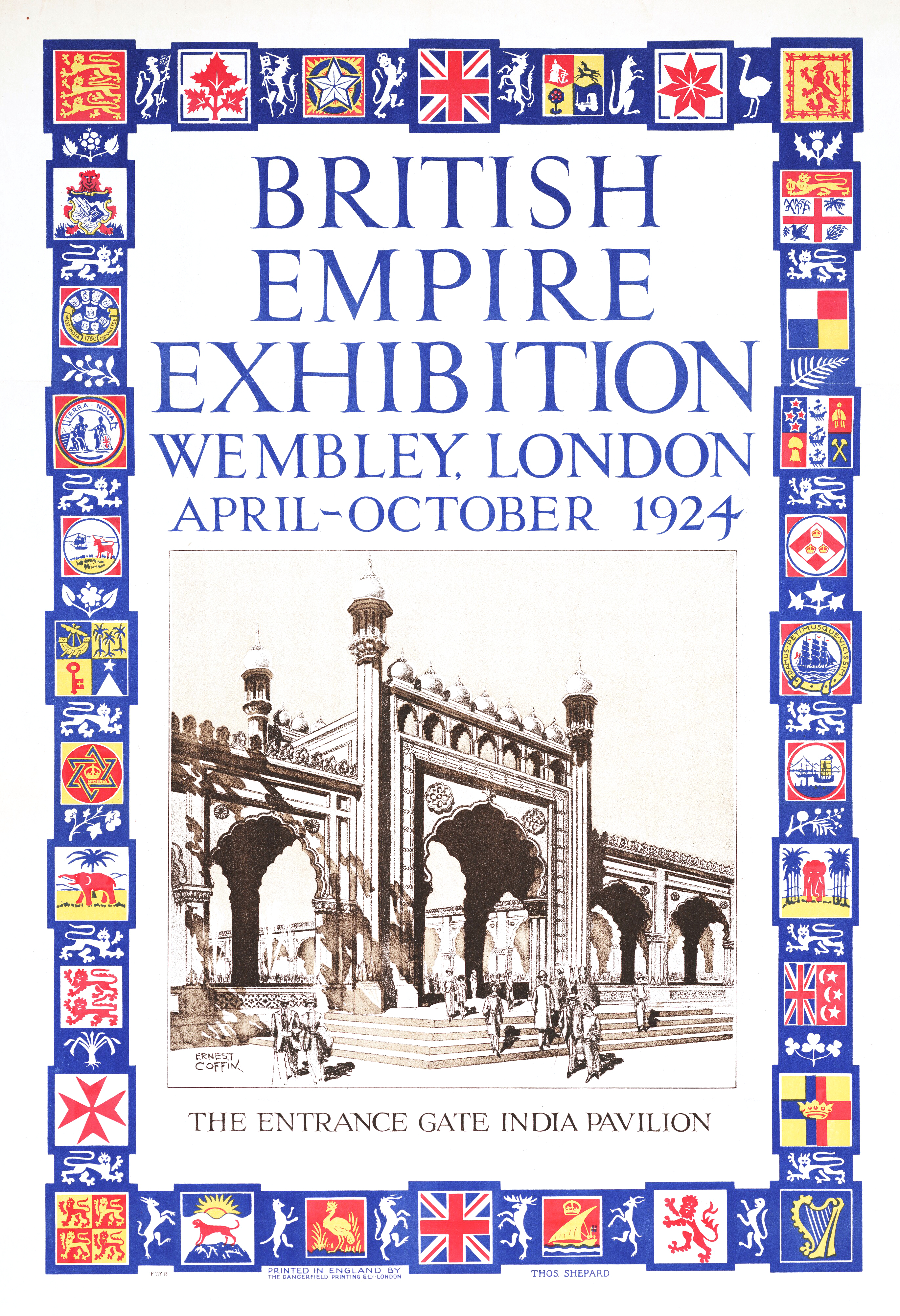
British Empire Exhibition

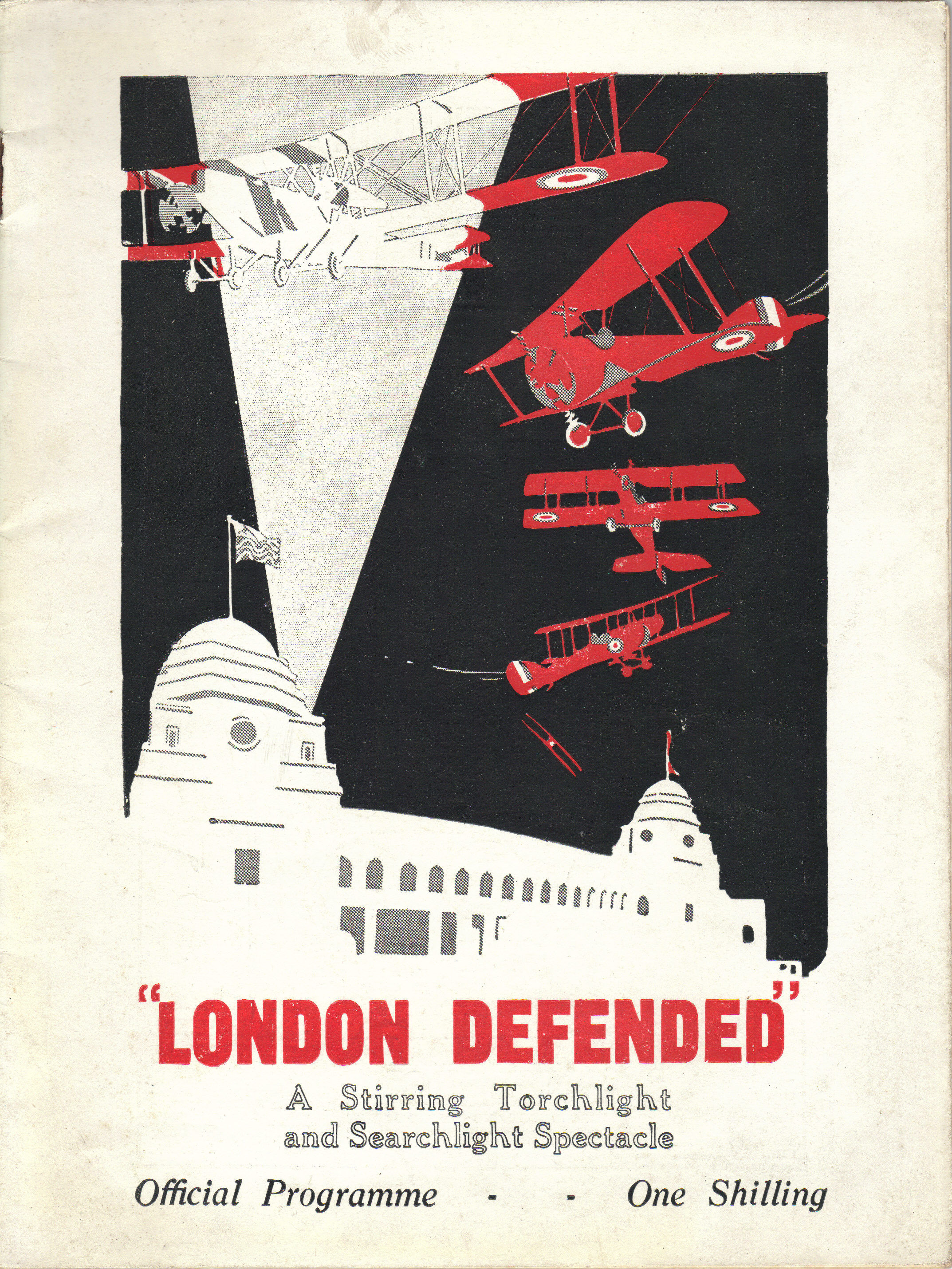
Offizielles Programm zur Flugschau: London Defended (London verteidigt) der Royal Air Force

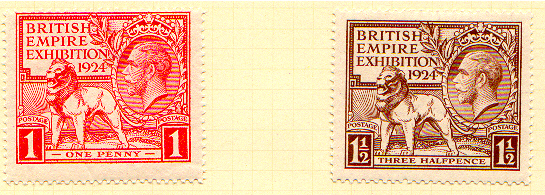
Sonderbriefmarken von 1924

Die British Empire Exhibition war eine 1924 bis 1925 veranstaltete Kolonialausstellung in Wembley, London.
Sie wurde am 23. April durch König Georg V. eröffnet. Das Britische Weltreich umfasste zu dieser Zeit 58 Länder, von denen lediglich Gambia und Gibraltar nicht teilnahmen. Die Kosten dieser größten Ausstellung, die je in der Welt inszeniert wurde, beliefen sich auf £12 Millionen. 27 Millionen Besucher wurden verzeichnet.
Erklärtes Ziel der Ausstellung war „die Aktivierung des Handels, die Festigung der Verbindungen zwischen dem Mutterland und den Kolonien sowie der Kolonien untereinander, und die Ermöglichung eines Treffens aller Untertanen der britischen Fahne auf gemeinsamem Grund und Boden zum gegenseitigen Kennenlernen“. Maxwell Ayrton war der Architekt des Projektes. Die drei Hauptgebäude waren die Paläste der Industrie, der Technik und der Künste. Der Palast der Technik war das seinerzeit größte Stahlgebäude der Welt. Zu den Exponaten zählte die bis heute berühmte Lokomotive Nr. 4472 Flying Scotsman.
Die Gebäude waren per „Non-stop“-Eisenbahnrundfahrt miteinander verbunden.
Die meisten Ausstellungshallen wurden für eine zeitlich begrenzte Dauer konzipiert und später abgerissen, allein der Palast der Technik und der Pavillon der britischen Regierung überlebten bis in die 1970er Jahre. An Stelle des Empire-Pools errichtete man die Wembley Arena, und auf Vorschlag des Vorsitzenden des Ausstellungsausschusses Baron James Stevenson behielt man das Stadion, das sich zur Heimstatt des englischen Fußballs entwickelte, bis es 2002 abgerissen und durch das neue Wembley-Stadion ersetzt wurde. Entsprechend lautete der offizielle Name des alten Stadions bis zu seinem Abriss „British Empire Exhibition Stadium“.

Eine Flagge als Souvenir verteilt.

Die britische Post gab anlässlich der Ausstellung erstmals Sonderbriefmarken heraus.